# Mimosa setosa
Mimosa setosa är en ärtväxtart som beskrevs av George Bentham. Mimosa setosa ingår i släktet mimosor, och familjen ärtväxter.

## Underarter
Arten delas in i följande underarter:
- M. s. nitens
- M. s. setosa